# Belgia na Zimowych Igrzyskach Olimpijskich 1936
Belgię na Zimowych Igrzyskach Olimpijskich 1936 reprezentowało 27 zawodników.

## Skład kadry

### Mężczyźni
| Zawodnicy                                                          | Konkurencja | Czas przejazdu | Czas przejazdu | Czas przejazdu | Czas przejazdu | Suma    | Pozycja | Źródło |
| Zawodnicy                                                          | Konkurencja | 1              | 2              | 3              | 4              | Suma    | Pozycja | Źródło |
| ------------------------------------------------------------------ | ----------- | -------------- | -------------- | -------------- | -------------- | ------- | ------- | ------ |
| René Lunden Eric De Spoelberch                                     | Dwójki      | 1:25,82        | 1:24,35        | 1:32,31        | 1:23,80        | 5:46,28 | 8.      | [ 1 ]  |
| Max Houben Martial Van Schelle                                     | Dwójki      | 1:31,73        | 1:24,05        | 1:26,13        | 1:25,41        | 5:47,32 | 9.      | [ 1 ]  |
| Max Houben Martial Van Schelle Louis De Ridder Paul Graeffe        | Czwórki     | 1:22,22        | 1:23,52        | 1:22,50        | 1:20,68        | 5:28,92 | 5.      | [ 2 ]  |
| René Lunden Eric De Spoelberch Philippe de Pret Roose Gaston Braun | Czwórki     | 1:25,77        | 1:21,81        | 1:21,67        | 1:20,57        | 5:29,82 | 8.      | [ 2 ]  |

### Narciarstwo alpejskie

#### Mężczyźni
| Zawodnik              | Konkurencja | Zjazd   | Zjazd  | Slalom | Slalom | Slalom | Slalom | Średnia punktów | Pozycja | Źródło |
| Zawodnik              | Konkurencja | Czas    | Punkty | Czas 1 | Czas 2 | Suma   | Punkty | Średnia punktów | Pozycja | Źródło |
| --------------------- | ----------- | ------- | ------ | ------ | ------ | ------ | ------ | --------------- | ------- | ------ |
| Raymond de Braconnier | Kombinacja  | 6:52,0  | 69,76  | 2:22,2 | DQ     | —      | —      | —               | —       | [ 3 ]  |
| Werner De Spoelberch  | Kombinacja  | 7:03,0  | 67,94  | 2:24,9 | DQ     | —      | —      | —               | —       | [ 3 ]  |
| Jacques Peten         | Kombinacja  | 10:09,2 | 47,18  | 2:28,6 | DQ     | —      | —      | —               | —       | [ 3 ]  |
| Charles Bracht        | Kombinacja  | DNF     | DNF    | NQ     | NQ     | NQ     | NQ     | —               | —       | [ 3 ]  |

### Hokej na lodzie

#### Mężczyźni
| Zawodnik | Konkurencja     | Runda wstępna    | Runda wstępna    | Runda wstępna    | Runda wstępna | Runda półfinałowa | Runda półfinałowa | Runda półfinałowa | Runda półfinałowa | Runda finałowa   | Runda finałowa   | Runda finałowa   | Pozycja |
| Zawodnik | Konkurencja     | Przeciwnik Wynik | Przeciwnik Wynik | Przeciwnik Wynik | Pozycja       | Przeciwnik Wynik  | Przeciwnik Wynik  | Przeciwnik Wynik  | Pozycja           | Przeciwnik Wynik | Przeciwnik Wynik | Przeciwnik Wynik | Pozycja |
| -------- | --------------- | ---------------- | ---------------- | ---------------- | ------------- | ----------------- | ----------------- | ----------------- | ----------------- | ---------------- | ---------------- | ---------------- | ------- |
| Belgia   | Hokej na lodzie | Węgry            | Czechosłowacja   | Francja          | 4.            | NQ                | NQ                | NQ                | NQ                | NQ               | NQ               | NQ               | 13.     |

##### Skład
- Robert Baudinne
- Roger Bureau
- Joseph Lekens
- Georges Pootmans
- Pierre Van Reyschoot
- Willy Kreitz
- Carlos Van den Driessche
- Walter Bastenie
- Fernand Carez
- Louis De Ridder

##### Faza grupowa[4]
| 6 lutego 1936 | Węgry | 11:2 | Belgia | Olympia-Kunsteis-Stadion |

| Godzina: 16:45 | S. Miklós B. Háray S. Miklós B. Háray L. Róna S. Miklós B. Háray S Magyar B. Háray S. Miklós | (1:1, 2:0, 8:1) | P.Van Reyschoot G. Pootmans | Sędzia główny: Lefébure Sędziowie liniowi: Steinke |

| 7 lutego 1936 | Czechosłowacja | 5:0 | Belgia | Rießersee |

| Godzina: 10:00 | O. Kučera J. Maleček Z. Jirotka | (0:0, 4:1, 1:0) |  | Sędzia główny: Bischof Sędziowie liniowi: Erhardt |

| 8 lutego 1936 | Francja | 4:2 po dogrywce | Belgia | Rießersee |

| Godzina: 14:30 | A.Hassler M.Couttet M. Delesalle J-P.Hagnauer | (1:0, 0:1, 0:0, 1:1, 2:0) | G.Pootmans P. Van Reyschoot | Sędzia główny: Tupalski Sędziowie liniowi: Erhardt |

| Drużyna                           | M | Mecze | Mecze | Mecze | Bramki | Bramki | Bramki | Pkt |
| Drużyna                           | M | W     | R     | P     | +      | -      | +/-    | Pkt |
| --------------------------------- | - | ----- | ----- | ----- | ------ | ------ | ------ | --- |
| Pierwsza Republika Czechosłowacka | 3 | 3     | 0     | 0     | 10     | 0      | +10    | 6   |
| Węgry                             | 3 | 2     | 0     | 1     | 14     | 5      | +9     | 4   |
| Francja                           | 3 | 1     | 0     | 2     | 4      | 7      | -3     | 2   |
| Belgia                            | 3 | 0     | 0     | 3     | 4      | 20     | -16    | 0   |

### Łyżwiarstwo figurowe
| Zawodnik                       | Konkurencja | Pozycje przyznane przez sędziów    | Pozycja | Źródło |
| ------------------------------ | ----------- | ---------------------------------- | ------- | ------ |
| Liselotte Landbeck             | Solistki    | 5 sędziów – 5. lub wyższa pozycja  | 4.      | [ 5 ]  |
| Yvonne de Ligne                | Solistki    | 4 sędziów – 17. lub wyższa pozycja | 18.     | [ 5 ]  |
| Louise Contamine Robert Verdun | Pary        | 7 sędziów – 16. lub wyższa pozycja | 16.     | [ 6 ]  |

### Łyżwiarstwo szybkie

#### Mężczyźni
| Zawodnik         | Konkurencja        | Czas    | Pozycja | Źródło |
| ---------------- | ------------------ | ------- | ------- | ------ |
| James Graeffe    | Wyścig na 500 m    | 54,6    | 33.     | [ 7 ]  |
| Charles de Ligne | Wyścig na 500 m    | 1:44,6  | 35.     | [ 7 ]  |
| James Graeffe    | Wyścig na 1500 m   | 3:00,5  | 36.     | [ 8 ]  |
| Charles de Ligne | Wyścig na 1500 m   | 3:21,9  | 37.     | [ 8 ]  |
| James Graeffe    | Wyścig na 5000 m   | 10:52,6 | 35.     | [ 9 ]  |
| Charles de Ligne | Wyścig na 5000 m   | DQ      | DQ      | [ 9 ]  |
| Charles de Ligne | Wyścig na 10 000 m | 23:32,9 | 28.     | [ 10 ] |